# 滾石愛情故事
《滾石愛情故事》（英語：Rock Records In Love），2016年台灣單元劇。由十位編劇、十五位導演分別執導，將20首滾石唱片之經典情歌變成20個愛情故事，於2015年4月開鏡、同年8月殺青。2016年4月9日起每週六晚上9點在公視主頻首播，6月11日播出最終回；全劇共20集。本劇獲得中華民國文化部104年度高畫質電視節目一般型連續劇類補助新臺幣1,300萬元。

## 播出時間
以下時間以當地時間（台灣時間）為準

### 首播
| 頻道                  | 所在地   | 播映日期       | 播出時間                 |
| --------------------- | -------- | -------------- | ------------------------ |
| 愛奇藝台灣站          | 臺灣     | 2016年3月29日  |                          |
| 公視主頻              | 臺灣     | 2016年4月9日   | 每周六21:00-23:00        |
| 東森超視              | 臺灣     | 2016年4月16日  | 每週六 18:00-20:00       |
| 東森綜合台            | 臺灣     | 2016年12月10日 | 每週六 22:00-00:00       |
| now觀星台自選服務     | 香港     | 2016年5月27日  | 緊貼上架                 |
| now觀星台             | 香港     | 2016年7月16日  | 每週六、日 22:30-23:30   |
| ViuTV                 | 香港     | 2017年9月28日  | 每週一至五 19:00-19:50   |
| Astro雙星 Astro雙星HD | 马来西亚 | 2016年6月17日  | 每週一至週五 16:00-17:00 |
| 佳樂台                | 新加坡   | 2016年8月4日   | 每週一至週五21:00        |

- 香港ViuTV只在電視頻道中播出了16集，並將抽起了的《愛我別走》、《挪威的森林》、《味道》和《傷痕》安排在網頁和APP上提供點播，集數亦因而變為第17至20集。
- ViuTV播出的《最後一次溫柔》及《愛的代價》並不完整，其中涉及自殺的對白和影像均被刪掉。

## 演員陣容
※演員、角色名字顯示為 粗字體即表示為主角。

### 【1】愛情
莫文蔚主唱，1998年6月發行
| 編劇   | 導演   | 演員   | 角色       | 粵語配音 | 介紹                                                                                         |
| 吳洛纓 | 陳銘章 | 楊丞琳 | 陳麗心     | 鄭家蕙   | 25歲，打工小資女。雲林人，專科畢業後北上找工作，白天是上班族，晚上下班後會到“38度”CD店打工。 |
| 吳洛纓 | 陳銘章 | 吳慷仁 | 張敬燁     | 伍博民   | 30歲，IT菁英。土生土長的台北人，上班族，是家中獨子，因為陳麗心害他跟 Maggie告白失敗而結緣。  |
| 吳洛纓 | 陳銘章 | 涵冷娜 | 麗心室友   | 羅婉楓   | 網購賣家、塔羅牌算命老師                                                                     |
| 吳洛纓 | 陳銘章 | 夏大寶 | 大寶       |          | 張敬燁朋友                                                                                   |
| 吳洛纓 | 陳銘章 | 曾實   | 唱片行店長 |          | “38度”CD店店長，替張敬燁跟陳麗心告白。                                                       |
| 吳洛纓 | 陳銘章 |        | Michael    | 鄧燦陽   | 張敬燁大學好朋友，跟欣怡結婚。                                                               |
| 吳洛纓 | 陳銘章 |        | 欣怡       |          | 張敬燁大學前女友，在張敬燁當兵時“兵變”劈腿，後來跟Michael結婚                                |

### 【2】終結孤單
五月天主唱，2000年7月發行
| 編劇   | 導演   | 演員   | 角色     | 粵語配音 | 介紹 |
| 杜政哲 | 許富翔 | 柯有倫 | 任兆恩   | 簡懷甄   | 29歲，業餘樂團主唱，大家都叫他小任。白天在咖啡廳工作，收入遠不如朱家玲，除樂團主唱外兼職多份工作，大學時期暗戀朱家玲，交往一年後因為疑似ㄧ劈腿，和金錢理念不合而提出分手。 |
| 杜政哲 | 許富翔 | 張榕容 | 朱家玲   | 莊巧兒   | 30歲，廣告公司小主管。營銷銷售員，跟任兆恩交往一年後因為男方疑似劈腿，和金錢理念不合而提出分手，最後搬離台北，到巴黎旅行                                                   |
| 杜政哲 | 許富翔 | 邱彥翔 | Simon    |          | 朱家玲的上司 |
| 杜政哲 | 許富翔 | 黃小胖 | 阿如     | 王綺婷   | |
| 杜政哲 | 許富翔 | 楊閔   | 菁菁     |          | |
| 杜政哲 | 許富翔 | Dave   | 樂團     |          | 任兆恩的團友 |
| 杜政哲 | 許富翔 | 小廷   | 樂團     |          | 任兆恩的團友 |
| 杜政哲 | 許富翔 | 三太子 | 樂團     |          | 任兆恩的團友 |
| 杜政哲 | 許富翔 | 鄭仲珉 | 酒保     |          | |
| 杜政哲 | 許富翔 | 江健宇 | 搬家工人 |          | |
| 杜政哲 | 許富翔 | 賴坤勛 | 搬家工人 |          | |
| 杜政哲 | 許富翔 | 賴羿均 | 房仲     |          | 介紹朱家玲和任兆恩的愛巢。 |

### 【3】最後一次溫柔
陳昇主唱，1989年4月發行
| 編劇           | 導演   | 演員   | 角色       | 粵語配音 | 介紹                                                                                           |
| 吳洛纓、黃鵬仁 | 林子平 | 邱澤   | 李見喬     | 陳健豪   | 32歲，沈言如的前男友，被逼著當沈言如“二哥”參加婚禮，但交往時因為受不了沈言如的“公主病”而分手。 |
| 吳洛纓、黃鵬仁 | 林子平 | 陳庭妮 | 沈言如     | 顧詠雪   | 28歲，李見喬的前女友，大學社團學妹。分手後曾自殺兩次未遂，後來跟黃家達結婚。                   |
| 吳洛纓、黃鵬仁 | 林子平 | 李至正 | 黃家達     | 李家傑   | 新郎                                                                                           |
| 吳洛纓、黃鵬仁 | 林子平 | 脫線   | 阿公       | 盧傑     | 沈言如的阿公，跟沈家親戚都以為李見喬是新郎                                                     |
| 吳洛纓、黃鵬仁 | 林子平 | 周嘉麗 | 沈母       | 陳安瑩   |                                                                                                |
| 吳洛纓、黃鵬仁 | 林子平 | 游安順 | 大舅       |          | 政治人物                                                                                       |
| 吳洛纓、黃鵬仁 | 林子平 | 李之勤 | 大阿姨     | 王慧珠   |                                                                                                |
| 吳洛纓、黃鵬仁 | 林子平 | 張昌緬 | 小阿姨     | 馮詠恩   |                                                                                                |
| 吳洛纓、黃鵬仁 | 林子平 | 程政鈞 | 黃父       | 黃志明   |                                                                                                |
| 吳洛纓、黃鵬仁 | 林子平 | 王秀珍 | 黃母       |          |                                                                                                |
| 吳洛纓、黃鵬仁 | 林子平 | 李京恬 | 甜甜       |          | 原定的新娘秘書盲腸炎,救急的實習新娘秘書。                                                      |
| 吳洛纓、黃鵬仁 | 林子平 | 彭隆義 | 醫院阿公   | 黃志明   | 跟李母是醫院房友，虔誠的佛教徒。                                                               |
| 吳洛纓、黃鵬仁 | 林子平 | 陳昇   | 計程車司機 |          | 送李見喬離開婚禮場地。                                                                         |

### 【4】成全
劉若英主唱，2001年1月發行
| 編劇                 | 導演   | 演員   | 角色       | 粵語配音 | 介紹 |
| 葉丹青、玠玠、林孝謙 | 林子平 | 陳怡蓉 | 維多       | 陳子瑩   | 35歲，是一家影視集團裡的編劇總監。本名“蔡秀珍”喜歡喝紅酒。結尾接受孟成的告白                                                                                         |
| 葉丹青、玠玠、林孝謙 | 林子平 | 陳乃榮 | 李孟成     | 梁皓翔   | 35歲，是維多在大學時期的初戀男友。大學戲劇系畢業生，擅長鋼琴，但那是因為爸爸是鋼琴店長，因為“羅密歐與茱麗葉”而跟她結緣。後來成為女性衛生用品業務經理。結尾對秀珍告白 |
| 葉丹青、玠玠、林孝謙 | 林子平 | 卜學亮 | 老總       |          | |
| 葉丹青、玠玠、林孝謙 | 林子平 | 黃薇渟 | 姍姍       |          | 大學戲劇系畢業生，維多的朋友，暗戀李孟成。在維多第一次編的的舞台劇當女主角。多年後透露已有家室。                                                                     |
| 葉丹青、玠玠、林孝謙 | 林子平 | 大根   | 維多同事   |          | |
| 葉丹青、玠玠、林孝謙 | 林子平 | 鄭喬予 | 董事長女兒 |          | 毫無內涵的富家女,只會[我爸我爸]的說話李孟成的前女友。 |
| 葉丹青、玠玠、林孝謙 | 林子平 | 劉長灝 | 老林       | 利耀堂   | 戲劇系老師 |
| 葉丹青、玠玠、林孝謙 | 林子平 | 陳柏諺 | 大學同學   |          | |
| 葉丹青、玠玠、林孝謙 | 林子平 | 潘辰   | 大學同學   |          | |

### 【5】我是真的付出我的愛
周華健主唱，1988年10月發行
| 編劇   | 導演   | 演員   | 角色   | 粵語配音 | 介紹                                                                              |
| 溫郁芳 | 許肇任 | 郭雪芙 | 程思艾 | 陳雪瑩   | Elsa，室內設計師，盧明進的初戀情人。                                              |
| 溫郁芳 | 許肇任 | 李國毅 | 盧明進 | 黃榮璋   | 阿進，Elsa 的新助理兼大學時期的戀人, 左撇子，個性老實、不擅言詞，談戀愛被動沈默。 |
| 溫郁芳 | 許肇任 | 張甯兒 | 黃曉寧 | 石梓晴   | 與阿進同期的菜鳥，暗戀阿進。                                                      |
| 溫郁芳 | 許肇任 | 周群達 | Kevin  | 何偉誠   | Elsa前男友，為人花心，左撇子                                                      |
| 溫郁芳 | 許肇任 | 謝宇威 | 經理   | 黎家希   |                                                                                   |
| 溫郁芳 | 許肇任 | 許時豪 | 同事   | 陳健豪   | 老鳥員工                                                                          |

### 【6】對面的女孩看過來
任賢齊主唱，1998年6月發行
| 編劇   | 導演   | 演員   | 角色     | 粵語配音 | 介紹 |
| 呂蒔媛 | 高炳權 | 曾沛慈 | 沈婉霓   | 何凱怡   | 22歲，家庭小康。父親早逝，與母親在高二時搬到台北，從小熱愛跳舞，個性活潑大方，熱心幫忙弱勢的同學們。 因一次車禍，失去左腳，男友捨她而去，從此封閉自己，更拒絕與母親溝通。 |
| 呂蒔媛 | 高炳權 | 蘇達   | 姚大業   | 陳啟熾   | 22歲，國中肄業。沈婉霓的小學同學，竊賊。 |
| 呂蒔媛 | 高炳權 | 周丹薇 | 沈母     |          | 對婉霓過度保護的母親 |
| 呂蒔媛 | 高炳權 | 姚黛瑋 | 姚母     |          | 經營卡拉ok店，經常向大業伸手要錢。 |
| 呂蒔媛 | 高炳權 | 林鶴軒 | 林立北   |          | 大業的同事，也是行竊的搭當。 |
| 呂蒔媛 | 高炳權 | 杜姸   | 倩倩     |          | |
| 呂蒔媛 | 高炳權 | 盧以恩 | 小婉霓   |          | |
| 呂蒔媛 | 高炳權 | 蔚妙慈 | 小小婉霓 |          | |
| 呂蒔媛 | 高炳權 | 陳鼎中 | 小大業   |          | |
| 呂蒔媛 | 高炳權 | 朱宥丞 | 小小大業 |          | |
| 呂蒔媛 | 高炳權 | 稅尹   | 婉霓替身 |          | |

### 【7】愛我別走
張震嶽主唱，1998年11月發行
| 編劇                    | 導演   | 演員   | 角色     | 粵語配音 | 介紹                                                         |
| 毛訓容 協力編劇：蔡芳紜 | 陳銘章 | 郭書瑤 | 錢可萱   | 陳頴琪   | 檳榔西施。                                                   |
| 毛訓容 協力編劇：蔡芳紜 | 陳銘章 | 林柏宏 | 鄭翔     | 周良鴻   | 17歲，曾就讀於建國中學。每天通勤上學，有密集恐懼症。喜歡可萱 |
| 毛訓容 協力編劇：蔡芳紜 | 陳銘章 | 董夢   | Vi Vi    |          |                                                              |
| 毛訓容 協力編劇：蔡芳紜 | 陳銘章 | 岱毅   | 凱維     |          |                                                              |
| 毛訓容 協力編劇：蔡芳紜 | 陳銘章 | 謝翔雅 | 夏莎     |          | 鄭翔的朋友                                                   |
| 毛訓容 協力編劇：蔡芳紜 | 陳銘章 | 赫容   | 鄭翔媽   | 吳小藝   |                                                              |
| 毛訓容 協力編劇：蔡芳紜 | 陳銘章 | 王文棟 | 公車司機 |          |                                                              |
| 毛訓容 協力編劇：蔡芳紜 | 陳銘章 | 闕文明 | 檳榔客   |          |                                                              |
| 毛訓容 協力編劇：蔡芳紜 | 陳銘章 | 張俊雄 | 檳榔客   |          |                                                              |
| 毛訓容 協力編劇：蔡芳紜 | 陳銘章 | 張忠瑞 | 廟祝     |          |                                                              |
| 毛訓容 協力編劇：蔡芳紜 | 陳銘章 | 黃頂兼 | 圖書館員 |          |                                                              |
| 毛訓容 協力編劇：蔡芳紜 | 陳銘章 | 賈斯汀 | 問路客   |          |                                                              |
| 毛訓容 協力編劇：蔡芳紜 | 陳銘章 | 張震嶽 | 滑板客人 | 李家傑   |                                                              |

### 【8】小薇
黃品源主唱，2002年11月發行
| 編劇   | 導演   | 演員                      | 角色     | 粵語配音 | 介紹                                                   |
| 許芸齊 | 吳建新 | 温貞菱                    | 方淨薇   | 石梓晴   | 19歲，地政系二年級，排球隊隊員，是個音痴。             |
| 許芸齊 | 吳建新 | 鄭開元                    | 周峻治   | 蔡威賢   | 19歲，國貿系二年級，運動白痴，嘴賤人痞常常討小薇打。   |
| 許芸齊 | 吳建新 | 歐陽倫                    | 大雄     | 杜景煜   | 20歲，國貿系三年級，吉他社社長，對每個人都好的雙魚座。 |
| 許芸齊 | 吳建新 | 孫睿                      | APPLE    |          |                                                        |
| 許芸齊 | 吳建新 | 林東旭                    | 店長     |          |                                                        |
| 許芸齊 | 吳建新 | 洪于晴                    | 學妹     |          |                                                        |
| 許芸齊 | 吳建新 | 黃安瑜                    | 打鼓學姊 |          |                                                        |
| 許芸齊 | 吳建新 | 國立臺灣科技大學 排球校隊 | 排球隊員 |          |                                                        |

### 【9】挪威的森林
伍佰主唱，1996年6月發行
| 編劇   | 導演   | 演員   | 角色            | 粵語配音 | 介紹 |
| 許芸齊 | 吳建新 | 楊祐寧 | 莊澤凱          | 郭湛深   | 25歲，一名社工，喜歡聽伍佰的歌。家扶中心社工，負責丘如茵的案子。                                                             |
| 許芸齊 | 吳建新 | 程予希 | 丘可心          | 陳姻岐   | 16歲，高中生，平常都翹課，流連在泡沫紅茶店裡。丘如茵的雙胞胎姐姐，最後因援交被捕。                                           |
| 許芸齊 | 吳建新 | 程予希 | 丘如茵          | 陳姻岐   | 16歲，教育程度只有國中。丘可心的雙胞胎妹妹，患輕微自閉症，怕陌生人及三角鐵的聲音，有音樂天賦，是莊澤凱第一個建立關係的案主。 |
| 許芸齊 | 吳建新 | 周姮吟 | 夏督導          | 周文瑛   | 家扶中心社工 |
| 許芸齊 | 吳建新 | 陳萬號 | 丘爸爸          | 黎家希   | 吸毒，為躲債逃跑，曾迫丘可心丘如茵援交                                                                                       |
| 許芸齊 | 吳建新 | 陳群甯 | 可心同伴        |          | |
| 許芸齊 | 吳建新 | 李杏   | 特教老師        | 莎拉     | |
| 許芸齊 | 吳建新 | 劉又菡 | 可心/如茵的替身 |          | |

### 【10】如果有一天
梁靜茹主唱，2000年8月發行
| 編劇   | 導演   | 演員   | 角色   | 粵語配音 | 介紹                                                 |
| 杜政哲 | 許富翔 | 李玉璽 | 李小慶 | 張振熙   | 何一峰無話不談的麻吉，陳美珍的學長。                 |
| 杜政哲 | 許富翔 | 曹晏豪 | 何一峰 | 陳漢祺   | 李小慶無話不談的麻吉，陳美珍的學長，後為其丈夫。     |
| 杜政哲 | 許富翔 | 葉星辰 | 陳美珍 | 廖欣怡   | 和何一峰、李小慶住在同一個社區，是小他們兩屆的學妹。 |
| 杜政哲 | 許富翔 | 賴佩霞 | 李媽媽 | 曾月娥   |                                                      |
| 杜政哲 | 許富翔 | 大飛   | 壞學生 |          |                                                      |

### 【11】飄洋過海來看你
金智娟主唱，1991年8月發行
| 編劇                    | 導演   | 演員   | 角色       | 粵語配音 | 介紹 |
| 毛訓容 協力編劇：黃莞婷 | 陳嘉鴻 | 謝欣穎 | 美英(小魚) | 姜嘉蕾   | 23歲，夜深時段視訊主播。美英父親在小時候過世，獨自照顧失智的媽媽。                                                         |
| 毛訓容 協力編劇：黃莞婷 | 陳嘉鴻 | 黃鴻升 | 阿燦       | 鄧肇基   | 25歲，綠島燈塔第三代看守人。綠島居民，從小在綠島長大。                                                                     |
| 毛訓容 協力編劇：黃莞婷 | 陳嘉鴻 | 王琄   | 美英媽     | 錢惠玲   | 失智症患者，某一天失踪，卻從台北跟著旅行團跑到住在綠島的阿燦家，在綠島旅行後離世，因為喜歡大海，把骨灰撒在花蓮岸邊的大海。 |
| 毛訓容 協力編劇：黃莞婷 | 陳嘉鴻 | 傅孟柏 | 建亨       |          | 美英前男友，與美英交往2年。因為對美英和蔡媽媽厭煩，加上無力照顧她們而分手。                                                |
| 毛訓容 協力編劇：黃莞婷 | 陳嘉鴻 | 曾文賢 | 阿燦友人   |          | |
| 毛訓容 協力編劇：黃莞婷 | 陳嘉鴻 |        | 小王       |          | 夜深時段計程車司機 |
| 毛訓容 協力編劇：黃莞婷 | 陳嘉鴻 | 蔡金班 | 阿燦友人   |          | |
| 毛訓容 協力編劇：黃莞婷 | 陳嘉鴻 | 金智娟 | 旅行團導遊 |          | 特別客串 |

### 【12】愛的代價
張艾嘉主唱，1992年12月發行
| 編劇   | 導演 | 演員   | 角色     | 粵語配音 | 介紹                                                                             |
| 溫怡惠 | 林宏 | 朱芯儀 | 芾思     | 謝穎茵   | 30歲，和男友小況在交往十年，一起在海邊經營MOTEL。漫屋MOTEL老闆娘，況老闆的女友。 |
| 溫怡惠 | 林宏 | 邱凱偉 | 小況     | 柯偉聰   | 30歲，跟芾思是班對，從大學時期交往至今已經十年。漫屋MOTEL老闆，芾思的男友。      |
| 溫怡惠 | 林宏 | 林美秀 | 花姨     | 陳安瑩   | 在漫屋做清潔整理工作                                                             |
| 溫怡惠 | 林宏 | 朱德剛 | 花姨老公 |          | 花姨的老公，以開計程車為業                                                       |
| 溫怡惠 | 林宏 | 陶傳正 | 中風房客 |          |                                                                                  |
| 溫怡惠 | 林宏 | 邱偲琹 | 葛兒     |          | 與男友鮑伊暫時管理並募資改造漫屋                                                 |
| 溫怡惠 | 林宏 | 鄧育凱 | 鮑伊     |          | 與女友葛兒暫時管理並募資改造漫屋                                                 |
| 溫怡惠 | 林宏 | 林史恩 | 房仲     | 蔡威賢   | 受況老闆委託販售漫屋                                                             |
| 溫怡惠 | 林宏 | 吳孟哲 | 投資客   | 陳健豪   |                                                                                  |
| 溫怡惠 | 林宏 | 蔡皓元 | 警察     |          |                                                                                  |

### 【13】新不了情
萬芳主唱，1993年發行
| 編劇                    | 導演   | 演員   | 角色           | 粵語配音 | 介紹                                               |
| 劉梓潔 協力編劇：葉丹青 | 陳慧翎 | 楊謹華 | 蔡秀敏（阿敏） | 吳梅     | 40歲，「晨間戀人」早餐店老闆娘。                   |
| 劉梓潔 協力編劇：葉丹青 | 陳慧翎 | 明道   | 蕭志傑（阿傑） | 袁德基   | 阿敏第一任老公，已過世。                           |
| 劉梓潔 協力編劇：葉丹青 | 陳慧翎 | 明道   | 廖青雲         | 袁德基   | 40歲，台客浪子，阿敏第五任老公並白頭偕老子孫滿堂。 |
| 劉梓潔 協力編劇：葉丹青 | 陳慧翎 | 戴若梅 | 阿珍           | 姜麗儀   | 阿敏的壞鄰居（忌妒阿敏串通阿玉使壞）               |
| 劉梓潔 協力編劇：葉丹青 | 陳慧翎 | 莊清珠 | 阿玉           | 莊巧兒   | 阿敏雇用的員工                                     |
| 劉梓潔 協力編劇：葉丹青 | 陳慧翎 | 楊小黎 | 女檢察官       | 王綺婷   |                                                    |
| 劉梓潔 協力編劇：葉丹青 | 陳慧翎 | 李覓恩 | 美美           |          | 阿敏的女兒，拉小提琴                               |
| 劉梓潔 協力編劇：葉丹青 | 陳慧翎 | 陳姸霏 | 歡歡           |          | 阿敏的女兒，吹直笛                                 |
| 劉梓潔 協力編劇：葉丹青 | 陳慧翎 | 鍾宸紘 | 明明           | 莊巧兒   | 阿敏的兒子，打三角鐵                               |
| 劉梓潔 協力編劇：葉丹青 | 陳慧翎 | 余彥宸 | 豆豆           |          | 阿敏的兒子，打鈴鼓                                 |
| 劉梓潔 協力編劇：葉丹青 | 陳慧翎 | 撒基努 | 男警           |          |                                                    |
| 劉梓潔 協力編劇：葉丹青 | 陳慧翎 | 廖嘉琛 | 阿珍老公       |          |                                                    |
| 劉梓潔 協力編劇：葉丹青 | 陳慧翎 | 陳勁宏 | 貨車司機       |          | 賣有機雞蛋的司機                                   |
| 劉梓潔 協力編劇：葉丹青 | 陳慧翎 | 吳碧蓮 | 阿嬤           | 吳小藝   |                                                    |
| 劉梓潔 協力編劇：葉丹青 | 陳慧翎 | 江健宇 | 高中生         |          |                                                    |
| 劉梓潔 協力編劇：葉丹青 | 陳慧翎 | 林書弘 | 農會員工       |          |                                                    |
| 劉梓潔 協力編劇：葉丹青 | 陳慧翎 | 萬芳   | 阿珍客人       |          | 聽阿珍說阿敏過去的事，並說阿敏「好辣喔」。         |

### 【14】你走你的路
陳淑樺、李宗盛主唱，1989年10月發行
| 編劇   | 導演   | 演員   | 角色       | 粵語配音 | 介紹                                                     |
| 溫怡惠 | 徐輔軍 | 六月   | 鄭佩盈     | 莎拉     | 36歲，一位單親媽媽，和前夫夏柏峰是大學班對。波波的媽媽。 |
| 溫怡惠 | 徐輔軍 | 黃健瑋 | 夏柏峰     | 李家傑   | 36歲，一家室內設計公司的老闆。鄭佩盈的前夫，波波的爸爸。 |
| 溫怡惠 | 徐輔軍 | 薛柏佑 | 波波       | 莊巧兒   | 7歲，鄭佩盈與夏柏峰的兒子。                              |
| 溫怡惠 | 徐輔軍 | 姜康哲 | 高個兒     | 鄧肇基   | 阿嬤的孫子。                                             |
| 溫怡惠 | 徐輔軍 | 陳幼芳 | 麵店老闆娘 | 吳梅     |                                                          |
| 溫怡惠 | 徐輔軍 | 楊淑惠 | 阿嬤       | 鄧潔麗   | 老公寓的住戶。                                           |

### 【15】鬼迷心竅
李宗盛主唱，1998年8月發行
| 編劇   | 導演   | 演員   | 角色       | 粵語配音 | 介紹 |
| 陳慧如 | 陳慧翎 | 許瑋甯 | 徐崇秀     | 羅婉楓   | 33歲，古物修復師。喜愛古董及畫作，不喜歡高科技產品(本人說不喜歡被機器操縱)，厭惡商人唯利是圖。患有阿茲海默症。 |
| 陳慧如 | 陳慧翎 | 石知田 | 王志昇     | 陳仕文   | 21歲，王董事長的兒子，財金系三年級學生。結局成為古物修復師                                                     |
| 陳慧如 | 陳慧翎 | 湯志偉 | 王董事長   | 譚漢華   | 鴻昇科技董事長，博物館長期贊助者，王志昇的父親。                                                               |
| 陳慧如 | 陳慧翎 | 宋少卿 | 博物館長   | 李建良   | |
| 陳慧如 | 陳慧翎 | 黃迪揚 | 燒烤店老闆 | 陳健豪   | |
| 陳慧如 | 陳慧翎 | 李霈瑜 | 崇秀同事   |          | |
| 陳慧如 | 陳慧翎 | 王懷萱 | 崇秀妹妹   |          | |
| 陳慧如 | 陳慧翎 | 李宗盛 | 燒烤店客人 |          | |

### 【16】味道
辛曉琪主唱，1994 年 12 月發行
| 編劇   | 導演   | 演員   | 角色       | 粵語配音 | 介紹 |
| 溫郁芳 | 王明台 | 夏于喬 | 妙妙       | 高雅玲   | 23歲，是出版社的編輯。莉娜、馬克的室友。                                                                                           |
| 溫郁芳 | 王明台 | 陳漢典 | 小段       | 郭俊廷   | 25歲，個性內斂不多話，是一個外冷內熱的人，原本在南部做教科書編輯。因小段有住在台北的女友，所以想盡辦法北上來工作，是妙妙的新室友。 |
| 溫郁芳 | 王明台 | 鍾     | 莉娜       | 莊巧兒   | 妙妙的室友。老楊的女友，後來因為老楊劈腿而分手，分手後發現自己其實不愛老楊，愛的是老楊的錢，從愛情中醒來。                         |
| 溫郁芳 | 王明台 | 錢俞安 | 馬克       |          | 妙妙的室友。 |
| 溫郁芳 | 王明台 | 香蕉   | 餐廳店員   |          | |
| 溫郁芳 | 王明台 | 卡古   | 餐廳店員   |          | |
| 溫郁芳 | 王明台 | 李佶霖 | 老楊       |          | |
| 溫郁芳 | 王明台 | 橘子   | 胖小四     |          | |
| 溫郁芳 | 王明台 | 連俊逸 | 馬克男友   |          | |
| 溫郁芳 | 王明台 | 辛曉琪 | 雜誌社主管 | 程文意   | 妙妙的雜誌社主管。 |

### 【17】最浪漫的事
趙詠華主唱，1994年6月發行
| 編劇           | 導演   | 演員   | 角色             | 粵語配音 | 介紹                                          |
| 連奕琦、彭雁筠 | 林子平 | 謝祖武 | 劉浩智           | 何偉誠   | 四十七歲，華一外貿社董事長。                  |
| 連奕琦、彭雁筠 | 林子平 | 范文芳 | 吳加美           | 周文瑛   | 四十三歲，專職家庭主婦。                      |
| 連奕琦、彭雁筠 | 林子平 | 許亞琦 | 喬喬（劉孟喬）   | 莊巧兒   | 浩智和加美的大女兒                            |
| 連奕琦、彭雁筠 | 林子平 | 駱炫銘 | 丁丁             |          | 浩智和加美的小兒子                            |
| 連奕琦、彭雁筠 | 林子平 | 阿龐   | 阿吉             | 利耀堂   | 浩智好友,浩智落魄時提供其大伯家給浩智無償居住 |
| 連奕琦、彭雁筠 | 林子平 | 張詩盈 | 玉芳             |          | 婚紗店老闆娘                                  |
| 連奕琦、彭雁筠 | 林子平 | 李辰翔 | 鍋子（郭正衫）   |          | 浩智合夥人,掏空公司捲款潛逃                   |
| 連奕琦、彭雁筠 | 林子平 | 博焱   |                  |          | 公司員工                                      |
| 連奕琦、彭雁筠 | 林子平 | 潘奕如 |                  |          | 婚禮主持人                                    |
| 連奕琦、彭雁筠 | 林子平 | 趙詠華 | 路邊麵包攤老闆娘 |          | 特別客串                                      |

### 【18】寫一首歌
順子主唱，1999年8月發行
| 編劇   | 導演   | 演員   | 角色   | 粵語配音 | 介紹                                                                         |
| 呂蒔媛 | 許肇任 | 方靖   | 劉海眉 | 王綺婷   | 26歲，和男友黃仁過著平淡小夫妻的生活。                                       |
| 呂蒔媛 | 許肇任 | 郭鑫   | 黃仁   | 嚴鎮華   | 29歲，電子工程師宅男。劉海眉是他的初戀，座右銘是「為己無所求，為眉求所有」。 |
| 呂蒔媛 | 許肇任 | 黃采儀 | 劉妻   |          | 海眉母                                                                       |
| 呂蒔媛 | 許肇任 | 趙樹海 | 劉毅   | 黃志明   | 海眉父                                                                       |
| 呂蒔媛 | 許肇任 | 鄭家榆 | 晶姐   | 程文意   | 咖啡店老闆娘                                                                 |
| 呂蒔媛 | 許肇任 | 張兆志 | 馬尿   | 袁德基   | 咖啡店廚師                                                                   |
| 呂蒔媛 | 許肇任 | 楊鎮   | 國倫   | 伍博民   |                                                                              |
| 呂蒔媛 | 許肇任 | 謝語恩 | 小海眉 |          |                                                                              |
| 呂蒔媛 | 許肇任 | 李馥竹 | Judy   | 莊巧兒   |                                                                              |
| 呂蒔媛 | 許肇任 | 洪晟文 |        | 李家傑   | 製作人                                                                       |

### 【19】傷痕
林憶蓮主唱，1995年1月發行
| 編劇   | 導演   | 演員       | 角色       | 粵語配音 | 介紹                                                                               |
| 陳慧如 | 柯翰辰 | 曾珮瑜     | 尹蓁       | 王慧珠   | 28歲，在一家知名企業工作多年，正式職稱是經營企劃室的副理，暗中也是老闆的秘密秘書。 |
| 陳慧如 | 柯翰辰 | 張本渝     | 張副總     | 馮詠恩   | Karen，35歲，是某企業營運副總，掌控商品上下架的生殺大權。                          |
| 陳慧如 | 柯翰辰 | 加賀美智久 | 前男友     |          | 尹蓁的前男友。                                                                     |
| 陳慧如 | 柯翰辰 | 沈孟生     | 董事長     | 李家輝   |                                                                                    |
| 陳慧如 | 柯翰辰 | Juby       | 董事長夫人 | 錢惠玲   |                                                                                    |
| 陳慧如 | 柯翰辰 | 周洺甫     | 小林       | 陳仕文   | 林亞華，尹蓁的新同事。                                                             |
| 陳慧如 | 柯翰辰 | 吳玟萱     | 熟女       | 姜嘉蕾   | 張副總友人                                                                         |
| 陳慧如 | 柯翰辰 | 陳凱薇     | 閨密       | 莊巧兒   | 尹蓁友人                                                                           |
| 陳慧如 | 柯翰辰 | 周儷玲     | 飯店阿姨   |          |                                                                                    |

### 【20】祝我幸福
楊乃文主唱，2001年4月發行
| 編劇           | 導演   | 演員   | 角色     | 粵語配音 | 介紹                                       |
| 連奕琦、彭雁筠 | 陳嘉鴻 | 孟耿如 | 蕭文妮   | 楊婉潼   | 十八歲，高中畢業後在父親經營的報社裡打工。 |
| 連奕琦、彭雁筠 | 陳嘉鴻 | 周明宇 | 王德波   | 利耀堂   | 四十五歲，報社總編輯。                     |
| 連奕琦、彭雁筠 | 陳嘉鴻 | 陸明君 | 德波前妻 | 莎拉     | 編輯                                       |
| 連奕琦、彭雁筠 | 陳嘉鴻 | 劉冠廷 | 蕭文道   |          | 二十三歲，蕭文妮的哥哥。                   |
| 連奕琦、彭雁筠 | 陳嘉鴻 | 羅光旭 | 蕭父     | 盧傑     | 文妮爸                                     |
| 連奕琦、彭雁筠 | 陳嘉鴻 | 應采靈 | 蕭母     | 曾月娥   | 文妮媽                                     |
| 連奕琦、彭雁筠 | 陳嘉鴻 | 邱稚閔 | 德波女兒 |          | 十五歲，王德波的女兒。                     |
| 連奕琦、彭雁筠 | 陳嘉鴻 | 陳禕倫 | 新郎     |          |                                            |

### 客串角色
※演員名字顯示為 粗字體即表示為原唱者。
| 演員   | 角色           | 粵語配音 | 介紹                                       | 登場單元 |
| 邱彥翔 | Simon          |          | 朱家玲的上司                               | 2        |
| 陳昇   | 計程車司機     |          | 送李見喬離開婚禮場地。                     | 3        |
| 姚黛瑋 | 姚大業母親     |          |                                            | 6        |
| 張震嶽 | 滑板客人       |          | 問可萱電話號碼的滑板客                     | 7        |
| 王琄   | 美英媽         |          | 失智老人                                   | 11       |
| 金智娟 | 導遊           |          |                                            | 11       |
| 陶傳正 | 中風房客       |          |                                            | 12       |
| 林美秀 | 花姨           |          | 在漫屋做清潔整理工作                       | 12       |
| 萬芳   | 阿珍客人       |          | 聽阿珍說阿敏過去的事，並說阿敏「好辣喔」。 | 13       |
| 陳幼芳 | 麵店老闆娘     |          |                                            | 14       |
| 姜康哲 | 高個兒         |          | 佩盈鄰居                                   | 14       |
| 李宗盛 | 串燒店客人     |          | 片尾在串燒店吃串燒的客人                   | 15       |
| 辛曉琪 | 雜誌社主管     |          |                                            | 16       |
| 趙詠華 | 麵包攤老闆娘。 |          |                                            | 17       |
| 張詩盈 | 玉芳           |          | 婚紗店老闆娘                               | 17       |
| 趙樹海 | 劉毅           |          |                                            | 18       |
| 黃采儀 | 劉妻           |          | 劉毅妻子                                   | 18       |
| 張兆志 |                |          | 咖啡店廚師                                 | 18       |

## 電視劇單元主題曲
| 單元序 | 歌名                   | 專輯                                | 演唱者         | 作詞                | 作曲        |
| 1      | 愛情                   | 我要說（1998）                      | 莫文蔚         | 姚謙、张洪量        | 張洪量      |
| 2      | 終結孤單               | 愛情萬歲（2000）                    | 五月天         | 五月天阿信          | 五月天阿信  |
| 3      | 最後一次溫柔           | 放肆的情人（1989）                  | 陳昇           | 陳昇                | 陳昇        |
| 4      | 成全                   | 年華（2001）                        | 劉若英         | 施立、陳沒          | 陳小霞      |
| 5      | 我是真的付出我的愛     | 我付出我的真愛 我實現我的夢（1988） | 周華健         | 小蟲                | 小蟲        |
| 6      | 對面的女孩看過來       | 愛像太平洋（1998）                  | 任賢齊         | 陳慶祥              | 陳慶祥      |
| 7      | 愛我別走               | 秘密基地（1998）                    | 張震嶽         | 張震嶽              | 張震嶽      |
| 8      | 小薇                   | 簡單情歌（2002）                    | 黃品源         | 阿弟                | 阿弟        |
| 9      | 挪威的森林             | 愛情的盡頭（1996）                  | 伍佰           | 伍佰                | 伍佰        |
| 10     | 如果有一天             | 勇氣（2000）                        | 梁靜茹         | 易齊                | 郭文賢      |
| 11     | 飄洋過海來看你         | 大雨（1991）                        | 金智娟(娃娃)   | 李宗盛              | 李宗盛      |
| 12     | 愛的代價               | 愛的代價（1992）                    | 張艾嘉         | 李宗盛              | 李宗盛      |
| 13     | 新不了情               | 新不了情電影原聲帶（1993）          | 萬芳           | 黃鬱                | 鮑比達      |
| 14     | 你走你的路             | 跟你說，聽你說（1989）              | 陳淑樺、李宗盛 | 李宗盛              | 李宗盛      |
| 15     | 鬼迷心竅               | 滾石九大天王之十二齣好戲（1992）    | 李宗盛         | 李宗盛              | 李宗盛      |
| 16     | 味道                   | 味道（1994）                        | 辛曉琪         | 姚謙                | 黃國倫      |
| 17     | 最浪漫的事             | 我的愛 我的夢 我的家（1994）        | 趙詠華         | 姚若龍              | 李正帆      |
| 18     | 寫一首歌 APRIL 5, 1969 | I'm Not A Star（1998）              | 順子           | SHUNZA 順子、JEFF C | SHUNZA 順子 |
| 19     | 傷痕                   | Love, Sandy（1995）                 | 林憶蓮         | 李宗盛              | 李宗盛      |
| 20     | 祝我幸福               | 應該（2001）                        | 楊乃文         | 施立                | 陳小霞      |

## 相關商品

### 電視原聲帶
《滾石愛情故事電視原聲帶》是台灣公視九點檔滾石愛情故事的電視原聲帶，片數為3CD，包含劇中主題曲、片尾曲、插曲及配樂，滾石愛情故事電視原聲帶，滾石唱片於2016年6月8日發行。

## 收視率

### 公視週六首播收視率
| 播出日期      | 集數/歌曲名           | 平均收視 | 戲劇類排名 | 備註                         |
| ------------- | --------------------- | -------- | ---------- | ---------------------------- |
| 2016年4月9日  | 1. 愛情               | 0.67     | 1          | 每週六晚間九點首播，連播兩集 |
| 2016年4月9日  | 2. 終結孤單           | 0.62     | 2          |                              |
| 2016年4月16日 | 3. 最後一次溫柔       | 0.64     | 1          |                              |
| 2016年4月16日 | 4. 成全               | 0.69     | 2          |                              |
| 2016年4月23日 | 5. 我是真的付出我的愛 | 0.74     | 1          |                              |
| 2016年4月23日 | 6. 對面的女孩看過來   | 0.63     | 2          |                              |
| 2016年4月30日 | 7. 愛我別走           | 0.72     | 1          |                              |
| 2016年4月30日 | 8. 小薇               | 0.65     | 2          |                              |
| 2016年5月7日  | 9. 挪威的森林         | 0.92     | 1          |                              |
| 2016年5月7日  | 10. 如果有一天        | 0.62     | 2          |                              |
| 2016年5月14日 | 11. 飄洋過海來看你    | 0.74     | 1          |                              |
| 2016年5月14日 | 12. 愛的代價          | 0.79     | 2          |                              |
| 2016年5月21日 | 13. 新不了情          | 0.96     | 1          |                              |
| 2016年5月21日 | 14. 你走你的路        | 0.80     | 2          |                              |
| 2016年5月28日 | 15. 鬼迷心竅          | 0.78     | 1          |                              |
| 2016年5月28日 | 16. 味道              | 0.81     | 2          |                              |
| 2016年6月4日  | 17. 最浪漫的事        | 0.80     | 1          |                              |
| 2016年6月4日  | 18. 寫一首歌          | 0.77     | 1          |                              |
| 2016年6月11日 | 19. 傷痕              | 1.03     | 1          |                              |
| 2016年6月11日 | 20. 祝我幸福          | 0.77     | 2          |                              |
| 平均收視率    | 平均收視率            | 0.76     | -          |                              |

- 同時段戲劇類節目：台視《我和我的十七歲》、三立都會台《後菜鳥的燦爛時代》、TVBS歡樂台《遺憾拼圖》、東森綜合台《1989一念間》、 衛視中文台《聶小倩》
- 由AC尼尔森調查，調查範圍是四歲以上收看電視之觀眾。

## 拍攝場景

### 臺北市
- 中正區
  - 38度C音響唱片（愛情）
- 萬華區
  - 洛陽綜合立體停車場（挪威的森林）
- 中正區
  - 建中校園（愛我別走）
- 松山區
  - 台北小巨蛋冰宮、小巨蛋外（對面的女孩看過來）
  - BIGTOM美國冰淇淋文化館（味道）
- 士林區 中山區
  - 自強隧道（最後一次溫柔）
- 大安區
  - 台灣科技大學（小薇、挪威的森林）
- 內湖區
  - 費尼餐廳 瑞光店（飄洋過海來看你）
- 士林區
  - 納美花園餐廳（婚禮地點）
  - 士林地方法院

### 新北市
- 板橋區
  - 館前東路（我是真的付出我的愛）
- 新店區
  - 陽光運動公園（祝我幸福）
- 淡水區
  - 真理街
- 三重區
  - 新北市立聯合醫院 三重院區
  - 中山藝術公園

### 宜蘭縣
- 玉蘭茶園
- 南方澳內埤海灣
- 冬山鄉冬山路二段
- 蘭陽女中舊圖書館
- 羅東轉運站（舊址）

### 臺東縣
- 綠島燈塔（飄洋過海來看你）[13]

## 製作團隊
- 導演：陳慧翎、許肇任、林子平、陳銘章、徐輔軍、許富翔、王明台、吳建新、陳嘉鴻、柯翰辰、高炳權、林宏杰
- 編劇：吳洛纓、杜政哲、毛訓容、呂蒔媛、溫郁芳、溫怡惠、劉梓潔、連奕琦、陳慧如、許芸齊、葉丹青
- 監製：馬宜中
- 製作人：廖健行、王傳仁
- 統籌：謝安婕
- 製片：林書弘、吳孟哲、江健宇、郭臻鈺
- 企劃統籌：劉梓潔
- 配樂製作：陳啟天、林緒煒
- 製作公司：滾石傳播股份有限公司、馬菲影視有限公司

## 獎項紀錄
| 年度 | 大獎         | 獎項                       | 入圍者 | 作品             | 結果 |
| ---- | ------------ | -------------------------- | ------ | ---------------- | ---- |
| 2016 | 第51屆金鐘獎 | 迷你劇集／電視電影男主角獎 | 邱澤   | 《最後一次溫柔》 | 提名 |
| 2016 | 第51屆金鐘獎 | 美術設計獎                 | 簡春玉 | 《小薇》         | 提名 |
| 2017 | 第52屆金鐘獎 | 迷你劇集／電視電影女主角獎 | 許瑋甯 | 《鬼迷心竅》     | 提名 |
| 2017 | 第52屆金鐘獎 | 迷你劇集／電視電影女主角獎 | 楊謹華 | 《新不了情》     | 提名 |
| 2017 | 第52屆金鐘獎 | 迷你劇集／電視電影女配角獎 | 周姮吟 | 《挪威的森林》   | 提名 |
| 2017 | 第52屆金鐘獎 | 迷你劇集／電視電影編劇獎   | 溫怡惠 | 《你走你的路》   | 提名 |
| 2017 | 第52屆金鐘獎 | 美術設計獎                 | 林沛辰 | 《祝我幸福》     | 提名 |
| 2017 | 第52屆金鐘獎 | 美術設計獎                 | 簡春玉 | 《鬼迷心竅》     | 提名 |

## 電視節目的變遷
- YouTube上的2016.04.04中天新聞 《52大咖司》完整版　滾石拍愛情故事　「以歌入戲」續經典
- YouTube上的20160325中天新聞 滾石拍愛情故事 「以歌入戲」續經典
- YouTube上的公視 滾石愛情故事首波預告
- YouTube上的公視 滾石愛情故事 愛情預告
- YouTube上的公視 滾石愛情故事 終結孤單預告
- YouTube上的公視 滾石愛情故事 吳慷仁 愛別人比愛自己更多
- YouTube上的公視 滾石愛情故事 吳慷仁推薦
- YouTube上的公視 滾石愛情故事 楊丞琳推薦
- YouTube上的公視 滾石愛情故事 最後一次溫柔預告
- YouTube上的公視 滾石愛情故事 成全預告
- 滾石愛情故事20首經典情歌MV （页面存档备份，存于）－滾石唱片官方YouTube頻道歌單
- 滾石愛情故事電視原聲帶MV （页面存档备份，存于）－滾石唱片官方YouTube頻道歌單
- 公視 滾石愛情故事網路+7
- 愛奇藝台灣站滾石愛情故事專題頁 （页面存档备份，存于）
- 滾石愛情故事的Facebook專頁
- 官方网站－公視

| 中華民國 公視主頻 每週六 21:00 - 23:00 （兩集連播） | 中華民國 公視主頻 每週六 21:00 - 23:00 （兩集連播） | 中華民國 公視主頻 每週六 21:00 - 23:00 （兩集連播） |
| --------------------------------------------------- | --------------------------------------------------- | --------------------------------------------------- |
|                                                     | 滾石愛情故事 （2016年4月9日－2016年6月11日）        |                                                     |
| 一把青 （2015年12月19日－2016年4月2日）             | 今晚，你想點什麼？ （2016年6月18日－2016年7月16日） |                                                     |

| 中華民國 東森超視 每週六 18:00 - 20:00 （兩集連播）                                                                           | 中華民國 東森超視 每週六 18:00 - 20:00 （兩集連播） | 中華民國 東森超視 每週六 18:00 - 20:00 （兩集連播） |
| --- | --------------------------------------------------- | --------------------------------------------------- |
| | 滾石愛情故事 （2016年4月16日－2016年6月18日）       |                                                     |
| 愛玩客 （18:00－19:00） （2016年2月20日－2016年4月9日）一日三餐－農村篇第1季 （19:00－20:00） （2016年3月19日－2016年4月9日） | 滾石愛情故事 （重播）                               |                                                     |
| 中華民國 東森綜合台 每週六 22:00 - 00:00（兩集連播）                                                                          |                                                     |                                                     |
| 童顏美女 （2016年11月19日－2016年12月3日）                                                                                    | 滾石愛情故事 （2016年12月10日－2017年2月25日）      | 極品絕配 （2017年3月4日－2017年7月29日）            |
| 每週一至週五 21:00 - 22:00 |                                                     |                                                     |
| 必勝練習生 （2017年9月6日-2017年10月10日）                                                                                    | 滾石愛情故事 （2017年10月11日－2017年10月23日）     | 真情之家 （2017年10月24日-2017年12月8日）           |
| 每週六 22:00 - 24:00 |                                                     |                                                     |
| 我的未來男友 （2017年11月24日-2017年12月23日） （22:00-23:30）                                                                | 滾石愛情故事 （2017年12月30日－2018年1月6日）       | 姊的時代 （2018年1月13日-2018年4月14日）            |
| 每週六 20:00 - 22:00 4月20日改為22:00- 24:00播出                                                                              |                                                     |                                                     |
| 種菜女神 （2018年11月17日-2019年2月2日） （20:00-22:00）                                                                      | 滾石愛情故事 （2019年2月16日－2019年4月20日）       | 如果愛，重來 （2019年4月27日-2019年）               |

| 马来西亚 Astro雙星、Astro雙星HD 每週一至週五 16:00 - 17:00 | 马来西亚 Astro雙星、Astro雙星HD 每週一至週五 16:00 - 17:00 | 马来西亚 Astro雙星、Astro雙星HD 每週一至週五 16:00 - 17:00 |
| ---------------------------------------------------------- | ---------------------------------------------------------- | ---------------------------------------------------------- |
|                                                            | 滾石愛情故事 （2016年6月17日－2016年7月14日）              |                                                            |
| 一把青 （2016年5月4日－2016年6月16日）                     | （2016年7月15日）                                          |                                                            |

| 香港 Now觀星台 星期六、日 22:30 - 23:30 · 7月24日及9月4日 23:00 - 00:00 | 香港 Now觀星台 星期六、日 22:30 - 23:30 · 7月24日及9月4日 23:00 - 00:00            | 香港 Now觀星台 星期六、日 22:30 - 23:30 · 7月24日及9月4日 23:00 - 00:00 |
| ----------------------------------------------------------------------- | ---------------------------------------------------------------------------------- | ----------------------------------------------------------------------- |
|                                                                         | 滾石愛情故事（原音版） （2016年7月16日－2016年9月18日）                            |                                                                         |
| 請回答1988 （2016年5月7日－2016年7月10日）                              | AKB戀工場 （2016年9月24日－2016年12月17日）                                        |                                                                         |
| 香港 ViuTV 星期一至五 19:00 - 19:50 · 2017年10月11日 暫停播映           |                                                                                    |                                                                         |
| 幸福街第3號出口 （2017年8月23日 - 2017年9月27日）                       | 滾石愛情故事（配音版） （第7、9、16、19集除外） （2017年9月28日 - 2017年10月20日） | 宮-野蠻王妃 （2017年10月23日 - ）                                       |

| 新加坡 佳乐台“9点热播剧”剧场 星期一至五 21:00 | 新加坡 佳乐台“9点热播剧”剧场 星期一至五 21:00 | 新加坡 佳乐台“9点热播剧”剧场 星期一至五 21:00 |
| --------------------------------------------- | --------------------------------------------- | --------------------------------------------- |
|                                               | 滚石爱情故事 （2016年8月4日－2016年8月31日 ） |                                               |
| 寂寞空庭春欲晚 （2016年6月9日－2016年8月3日） | 歡樂頌 （2016年9月1日－2016年10月21日）       |                                               |